# Дінократ

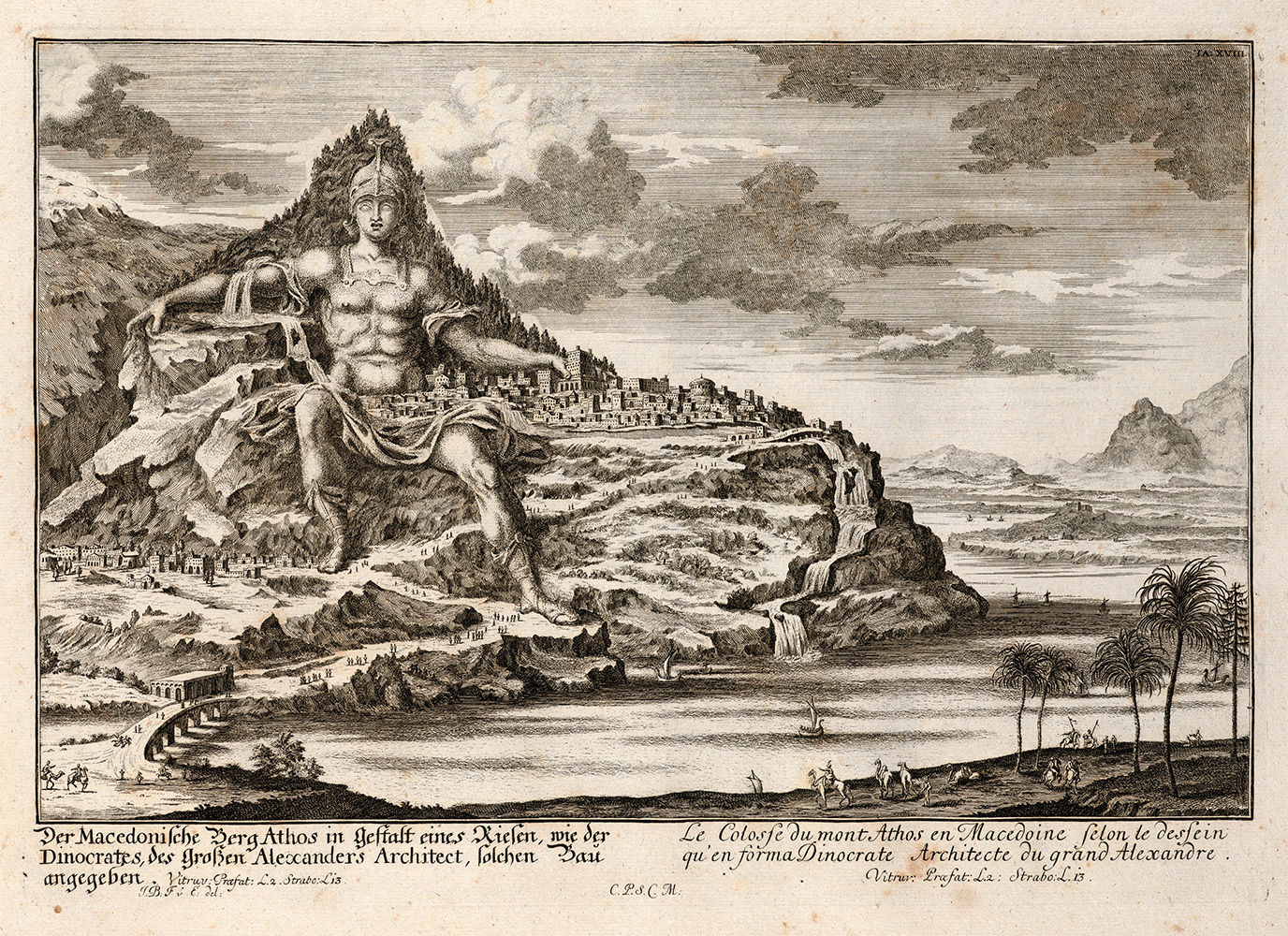
Гравюра епохи Нового часу, що ілюструє задум Дінократа щодо гори Афон

Дінократ Родоський (також Дейнократ, Дімократ, Хірократ та Статікрат, (грец. Δεινοκράτης ὁ Ῥόδιος)) — давньогрецький зодчий, архітектор Александра Македонського.

## З біографії
Відомості про Дінократа є в творах Плутарха, Діодора Сицилійського, Соліна та ін.
На думку Вітрувія і Соліна, Дінократ походив із Македонії. Інші автори, Псевдо-Каллисфен, Юлій Валерій і Ахіл Татій, вважають його вихідцем з Родосу.
Дінократ супроводжував Александра на всьому шляху з Македонії. Вітрувій так розповідає про те, як архітектор потрапив на службу до Александра Македонського. Спочатку Дінократ намагався зробити це звичайним шляхом: за допомогою знайомих та рекомендаційних листів. Але це не допомогло. Тоді Дінократ вирішив влаштовувати свою долю сам і для початку розробив план міста. Він запропонував Александру зробити з гори Афон статую чоловіка, яка зображає самого Александра. В одній руці статуї знаходилося місто, в іншій — кубок, до якого повинна була збиратися вода з гірських джерел і литися в море. Проект Дінократа сподобався Александру, проте від його реалізації він відмовився. Полководець не хотів брати приклад з марнославного перського царя Ксеркса, що звелів прокопати канал в південній частині афонського півострова (його сліди збереглися до наших днів у містечку Провлакас). Архітектора же залишив при дворі.

## Споруди
До творів Дінократа, на підставі повідомлень античних авторів, належать наступні:

### ПланАлександрії Єгипетської
На західному краю дельти Нілу, в 332 р. до н. е. , Александр задумав заснувати нове місто, план якого розробив Дінократ. За повідомленням античних авторів, цар намітив контури майбутнього міста, а розбивкою кварталів на місцевості відповідно до плану Дінократа керував сатрап Єгипту Клеомен з Навкратіс. Місто було сплановано за типовою для грецьких полісів гіпподамовою системою. Однак величезні розміри міста і наявність в його планувальній структурі нетипових для поліса споруд — царського палацу та низки монументальних громадських будівель, дозволяють говорити про Александрію як про першу і найбільш вдалу спробу містобудування епохи еллінізму. План Александрії — найвідоміше творіння Дінократа.

### Похоронний катафалк для Гефестіона
Після смерті наприкінці 324 р до н. е. Гефестіона, для похоронних урочистостей за проектом Дінократа побудували величезний багатоярусний катафалк, що нагадує зиккурат. Ця споруда мала площу 1 х 1 стадій (180 х 180 м) і висоту на 130 футів (близько 40 м). Після всіх прощальних ритуалів величезний катафалк із тілом Гефестіона всередині було спалено. Опис самої споруди залишився у Діодора Сицилійського.

### Храм Артеміди
Дінократ відновлював храм Артеміди в Ефесі[джерело?].
Цей храм побачив Антипатр, ініціатор списка семи чудес стародавнього світу. Він писав, що велич храму Артеміди більше, ніж будь-якого іншого храму у світі.

### Інші проєкти
Склав за дорученням Птолемея Філадельфа проект храму на честь його сестри, причому планував помістити в стелі магнітні камені, щоб залізна статуя цариці висіла у повітрі, але не встиг закінчити цієї споруди, бо помер.
За оцінками експертів, Дінократ був архітектором гробниці в Амфіполісі.